# Ernst Haeckel

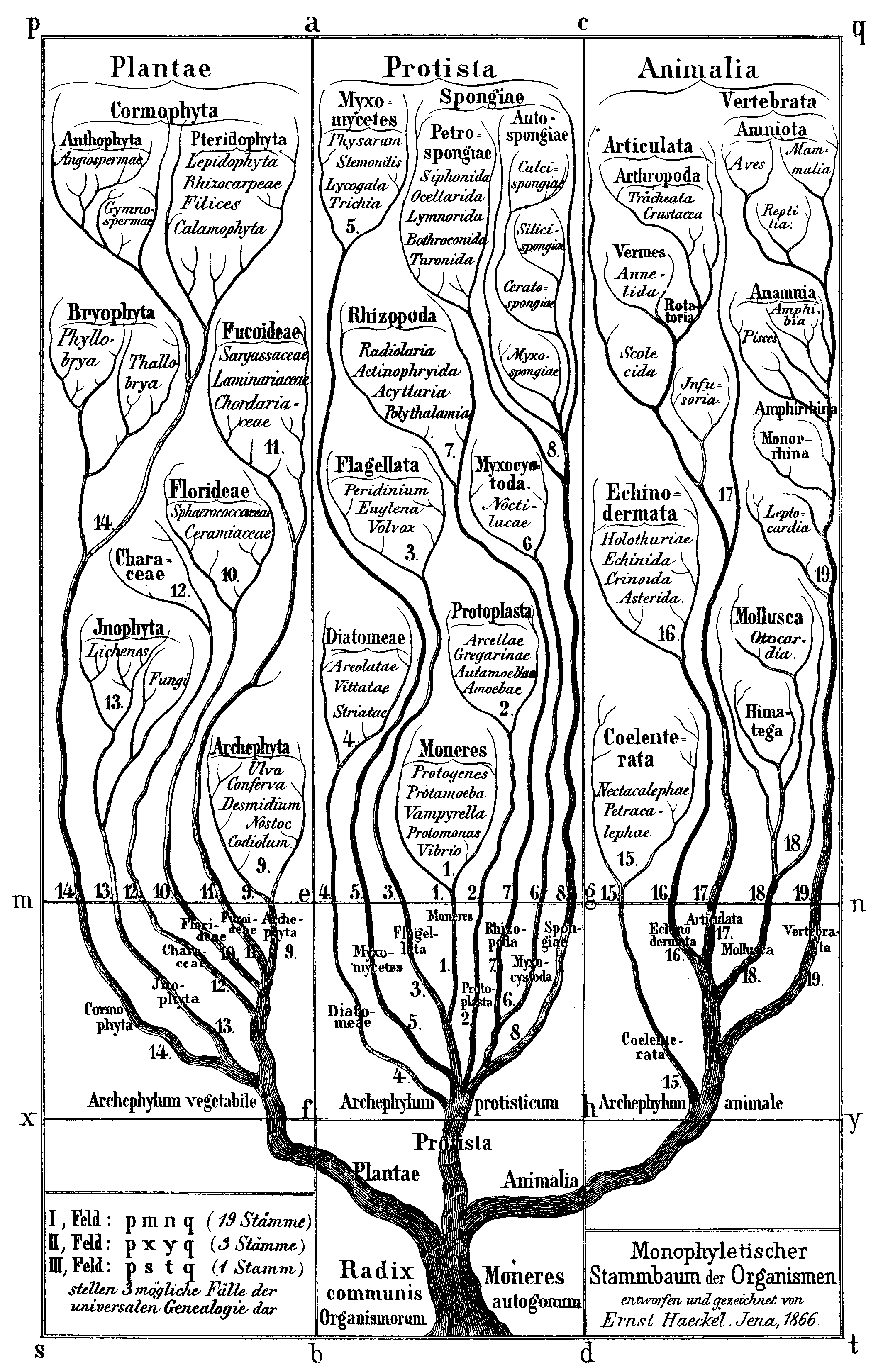
Historyczne drzewo życia E. Haeckla dzielące świat organizmów żywych na 3 królestwa: Plantae, Protista, Animalia. Ilustracja z Generelle Morphologie der Organismen (1866).

Ernst Haeckel (ur. 16 lutego 1834 w Poczdamie, zm. 9 sierpnia 1919 w Jenie) – niemiecki biolog, filozof i podróżnik; zwolennik darwinizmu.

## Życiorys
Pełne nazwisko: Ernst Heinrich Philipp August Haeckel. Studiował medycynę na uniwersytetach w Berlinie, Würzburgu i Wiedniu. Interesował się badaniami niższych zwierząt morskich. W latach 1865–1909 był profesorem zwyczajnym anatomii porównawczej na Uniwersytecie w Jenie. Utworzył tam Instytut Zoologiczny. Uważany za prekursora niemieckiej myśli eugenicznej.
W filozofii łączył materializm przyrodniczy z ewolucjonizmem. Sformułował tzw. teorię rekapitulacji, twórca teorii gastrei wyprowadzającej Metazoa z jednokomórkowych pierwotniaków. Stworzył koncepcję monizmu, opracował pierwsze kompletne drzewo rodowe wszystkich organizmów i uwzględnił na nim człowieka. Jego system klasyfikacji istot żywych, odmiennie od tradycyjnego podziału bytów na królestwa minerałów, roślin i zwierząt (plus ludzi), uwzględniał trzy królestwa organizmów: Protista, Plantae i Animalia (z wyłączeniem minerałów jako bytów niebiologicznych). Wprowadzenie trzeciego królestwa w połowie XIX w. pojawiało się już wcześniej w propozycjach kilku przyrodników (Richarda Owena, Johna Hogga), jednak podział Haeckla nie spotkał się z uznaniem jemu współczesnych, którzy wybrali system Linneusza, uznając go za wygodniejszy i bardziej przemawiający do wyobraźni, mimo że – jak okazało się w drugiej połowie XX wieku – był oparty w dużej mierze na błędnych założeniach, a jednocześnie zauważając, że Protista to takson polifiletyczny. Haeckel modyfikował swój system. Początkowo do królestwa Protista włączył gąbki, czy toczkowce, które następnie przeniósł do zwierząt i roślin, a z roślin do protistów przeniósł grzyby i sinice. Wiązało się to z przedefiniowaniem protistów jako organizmów nierozmnażających się płciowo.
Wprowadził takie terminy jak ekologia, filogeneza, ontogeneza. Jego teorie przyczyniły się do wielkiego postępu biologii ewolucyjnej.
Dla upamiętnienia E. Haeckla nazwano szczyt Mount Haeckel (4090 m n.p.m.) w górach Sierra Nevada oraz planetoidę (12323) Häckel.

## Ważniejsze publikacje
- Generelle Morphologie der Organismen (1866)
- Natürliche Schöpfungsgeshichte (1868)
- Anthropogenie (1874)
- Kunstformen der Natur (1899, 1904)